# 24-Stunden-Rennen von Daytona 1968

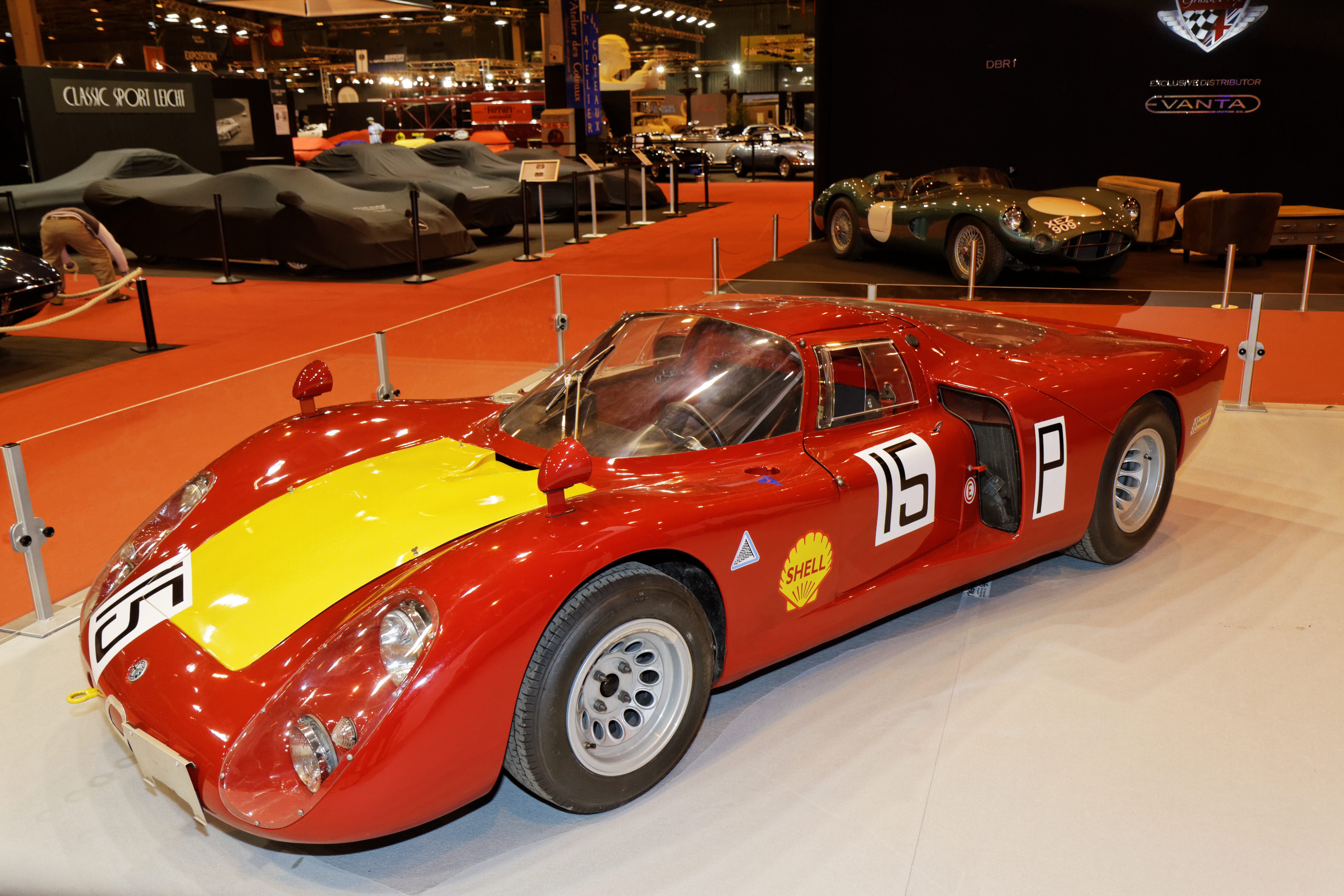
Alfa Romeo T33/2

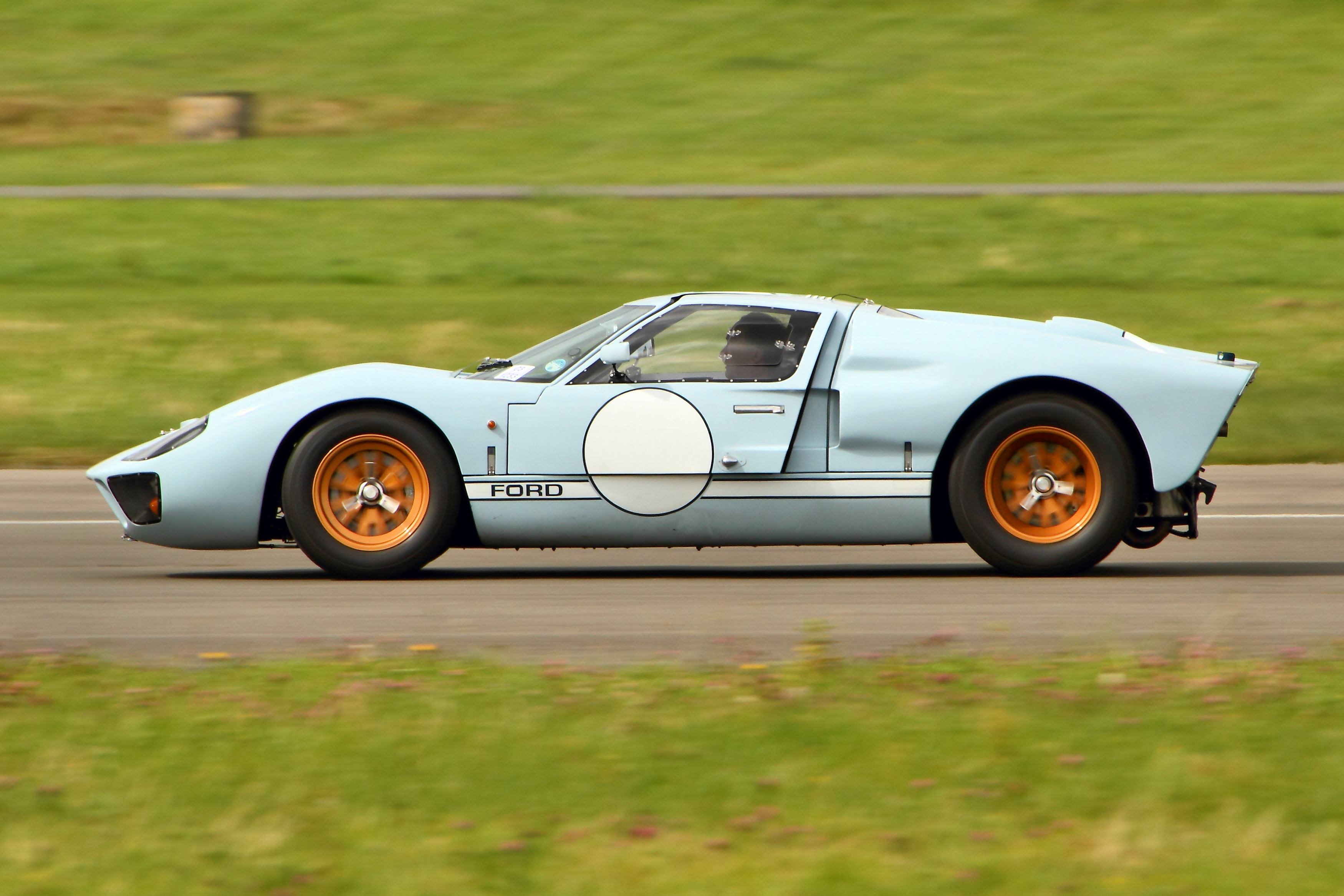
Ford GT40

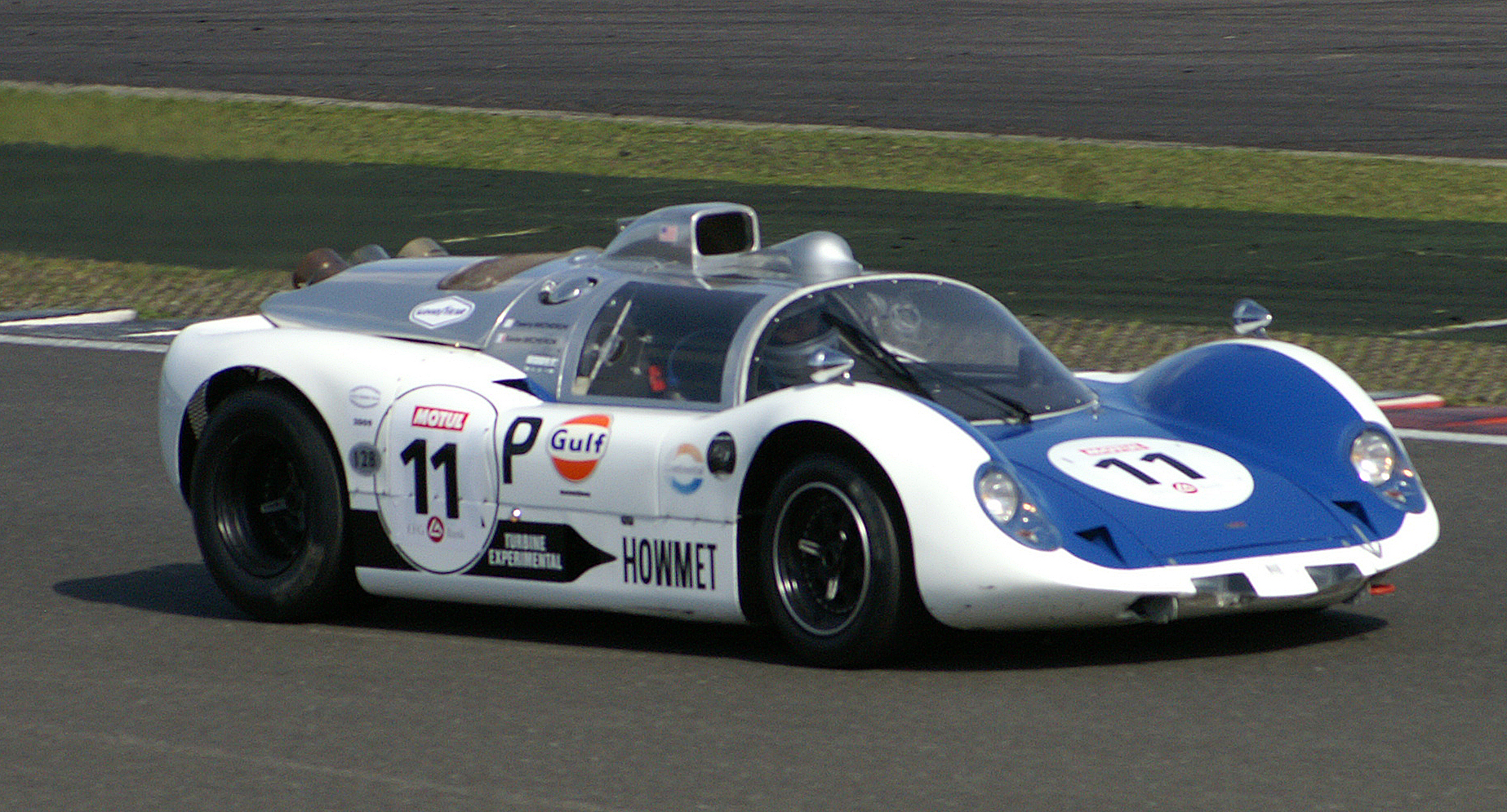
Der Howmet TX Continental gab in Daytona sein Renndebüt

Das dritte 24-Stunden-Rennen von Daytona, auch Seventh Annual 24 Hours of Daytona, International Road Race, Daytona International Speedway, fand am 3. und 4. Februar 1968 auf dem Daytona International Speedway statt und war der erste Wertungslauf der Sportwagen-Weltmeisterschaft dieses Jahres.

## Vor dem Rennen
Für die Saison 1968 trat ein neues technisches Reglement in der Weltmeisterschaft in Kraft. Wesentlicher Inhalt war die Reduktion des Motorhubraums der Prototypen auf maximal 3 Liter. Bei den Sportwagen betrug die Obergrenze 5 Liter. Im Laufe der Weltmeisterschaft 1967 hatte es unter den Funktionären des CSI immer mehr Diskussionen über die Höchstgeschwindigkeit der leistungsstärksten Sportwagen-Prototypen gegeben. Beim 24-Stunden-Rennen von Le Mans fuhr Bruce McLaren im Training im Ford GT40 Mk.IV einen Schnitt von 236,082 km/h. Im Rennen waren Denis Hulme und Mario Andretti in ihren MK.IV noch um einen Kilometer pro Stunde schneller. Der Siegerschnitt von Dan Gurney und A. J. Foyt betrug 218,038 km/h. 1968 durften die Mk.IV, die einen 7-Liter-Ford-V-Motor hatten, nicht mehr eingesetzt werden. Betroffen von der sehr kurzfristig verkündeten Änderung waren auch die Chaparral 2F und die Lola T70 mit ihren 7-Liter-Chevrolet-Motoren. Besonders hart traf das neue Reglement jedoch die Scuderia Ferrari. Die 330P4 hatten 4,4-Liter-V12-Motoren, waren jedoch als Prototypen homologiert und nicht als Sportwagen. Damit stand der amtierende Weltmeister 1968 ohne Einsatzwagen da.

## Das Rennen
Porsche bereitete die Reglementänderung keine Probleme. Die in Daytona eingesetzten 907 mit der Langheck-Karosserie hatten 2,2-Liter-Sechszylinder-Boxermotoren. Vier 907 wurden für das Rennen gemeldet, wobei ein Fahrgestell zum Jahreswechsel neu aufgebaut werden musste, nachdem Jochen Neerpasch im Herbst bei Testfahrten einen schweren Unfall hatte. Neben Neerpasch gehörten Jo Siffert, Hans Herrmann, Vic Elford, Gerhard Mitter, Joe Buzzetta, Rolf Stommelen und Jo Schlesser zur Fahrermannschaft. Auch Alfa Romeo kam mit dem Werksteam zur Veranstaltung. Autodelta meldete fünf Fahrzeuge; die Alfa Romeo T33/2 wurden von Udo Schütz, Nino Vaccarella, Mario Andretti, Lucien Bianchi, Mario Casoni, Giampiero Biscaldi, Teodoro Zeccoli, Ignazio Giunti und Nanni Galli gefahren. Ins Rennen gingen nur vier Wagen, da der T33/2 von Giunti/Galli nach einem Unfall bei den Vortests nicht rechtzeitig repariert werden konnte.
John Wyer griff bei den GT40 seines Teams auf die ursprüngliche Konfiguration und damit die 4,7-Liter-Ford-V8-Motoren zurück. Für Jacky Ickx und Brian Redman wurde ein komplett neues Fahrzeug aufgebaut. Paul Hawkins und David Hobbs erhielten einen auf GT40-Spezifikation rückgebauten Mirage M1. Bei den GT40s wirkte sich die vom CSI gewünschte Geschwindigkeitsreduktion nicht aus. Jacky Ickx fuhr eine Pole-Position-Zeit von 1:54,910 Minuten und war damit schneller als Dan Gurney im Mk.II im Jahr davor. Neben ihm in der ersten Reihe stand Teamkollege David Hobbs. Die beiden GT40 bestimmten auch das Tempo in der Anfangsphase des Rennens, doch schon in der dritten Runde musste Hawkins mit seinem GT40 wegen Zündaussetzern die Boxen ansteuern und verlor eine komplette Runde, um ein Zündkabel zu ersetzen. Nach dem Ende der ersten Stunde lagen die beiden Wyer-GT40 an der ersten und sechsten Stelle im Gesamtklassement, dazwischen die vier Porsche.
Als die Nacht einbrach, hatte David Hobbs, der den Wagen von Hawkins übernommen hatte, den GT40 an die zweite Stelle nach vorne gefahren und übernahm die Führung, als Teamkollege Redman den zweiten GT40 wegen Getriebeschadens auf der Strecke abstellen musste. Hobbs und Hawkins behielten die Führung bis Mitternacht, dann begann eine Reihe technischer Probleme, die den Wagen weit zurückwarfen und am Sonntag zum Ausfall führten.
Damit war der Weg zum Sieg für die Porsche frei. Lange führten Siffert und Herrmann ungefährdet, bis eine Halterung am Bremspedal brach und das Team 22 Minuten durch die notwendige Reparatur an der Box verlor. Da griff Rennleiter Fritz Huschke von Hanstein ein und ließ, reglementkonform, Siffert und Herrmann jeweils fünf Runden im Wagen von Neerpasch und Elford fahren. Auch Rolf Stommelen, der nach einem Unfall von Gerhard Mitter (der als einziger Porsche-Fahrer nicht auf dem Podium der ersten drei stand), fuhr fünf Runden im Siegerwagen, sodass fünf Porsche-Fahrer das Rennen gewannen. Absurderweise standen Siffert und Herrmann sowohl als Erste als auch als Zweite auf dem Siegerpodest.

## Ergebnisse

### Schlussklassement
| 1               | P        | 54  | Porsche Works Team            | Vic Elford Jochen Neerpasch Rolf Stommelen Jo Siffert Hans Herrmann | Porsche 907 LH 2.2           | 673 |
| 2               | P        | 52  | Porsche Works Team            | Jo Siffert Hans Herrmann                                            | Porsche 907 LH 2.2           | 659 |
| 3               | P        | 51  | Porsche Works Team            | Jo Schlesser Joe Buzzetta                                           | Porsche 907 LH 2.2           | 659 |
| 4               | TA + 2.0 | 1   | Shelby Racing                 | Jerry Titus Ronnie Bucknum                                          | Ford Mustang                 | 629 |
| 5               | P        | 20  | Autodelta S.p.a.              | Udo Schütz Nino Vaccarella                                          | Alfa Romeo T33/2             | 617 |
| 6               | P        | 23  | Autodelta S.p.a.              | Mario Andretti Lucien Bianchi                                       | Alfa Romeo T33/2             | 609 |
| 7               | P        | 22  | Autodelta S.p.a.              | Mario Casoni Giampiero Biscaldi Teodoro Zeccoli                     | Alfa Romeo T33/2             | 594 |
| 8               | S        | 34  | Raceco-Miami                  | John Gunn Guillermo Ortega Fausto Merello                           | Ferrari 250LM                | 592 |
| 9               | TA 2.0   | 69  | Brumos Porsche                | Peter Gregg Sten Axelsson                                           | Porsche 911                  | 589 |
| 10              | GT       | 31  | DX Sunray Oil Co              | Jerry Grant Dave Morgan                                             | Chevrolet Corvette           | 586 |
| 11              | T 2.0    | 77  | Lewis Wiliams                 | Robert Stoddard George Drolsom Marty Gifford Lewis Williams         | Porsche 911                  | 575 |
| 12              | T + 2.0  | 6   | Roger Penske Racing Ent.      | Mark Donohue Bob Johnson Craig Fisher                               | Chevrolet Camaro             | 565 |
| 13              | T 2.0    | 56  | Ship Sharpe Maintenance       | Jim Netterstrom John Kelly John Sabel                               | Porsche 911                  | 565 |
| 14              | P        | 3   | HRH Corp.                     | Jim McDaniel Glen Sullivan                                          | Porsche 911R                 | 562 |
| 15              | TA 2.0   | 36  | Wilbur Pickett                | Wilbur Pickett Bill Bean Bill Bencker                               | Porsche 911                  | 545 |
| 16              | TA + 2.0 | 68  | Bill Boye                     | Bill Boye Billy Yuma                                                | Chevrolet Camaro             | 540 |
| 17              | TA + 2.0 | 71  | Joie Chitwood Thrill Show     | Joie Chitwood junior Buzz Barton Richard Hoffman                    | Chevrolet Camaro             | 536 |
| 18              | GT       | 61  | Jean-Pierre Hanrioud          | Jean-Pierre Hanrioud Sylvain Garant                                 | Porsche 911S                 | 534 |
| 19              | TA 2.0   | 64  | Myers Construction            | Del Russo Taylor Bob Pratt Bruce Myers Brad Brooker                 | Alfa Romeo GTA               | 533 |
| 20              | TA 2.0   | 24  | Autodelta S.p.a.              | Leo Cella Teodoro Zeccoli Giampiero Biscaldi                        | Alfa Romeo GTA               | 529 |
| 21              | TA + 2.0 | 78  |                               | Sam Posey Jim Kauffman                                              | Ford Mustang                 | 523 |
| 22              | GT       | 28  | Corvette Racing Associates    | Ed Ross Craig Pelouze                                               | Chevrolet Corvette Roadster  | 515 |
| 23              | TA + 2.0 | 15  | Randy’s Auto Body             | Bob Grossman Bob Dini                                               | Ford Mustang                 | 514 |
| 24              | P        | 10  | Nomad Cars                    | Tony Lanfranchi Mark Konig                                          | Nomad MK.1                   | 506 |
| 25              | GT       | 29  | DX Sunray Oil Co.             | Peter Revson Don Yenko                                              | Chevrolet Corvette Roadster  | 496 |
| 26              | TA 2.0   | 73  | Valvoline Opert Racing        | Fred Opert Joe Grimaldi                                             | Porsche 911                  | 471 |
| 27              | GT       | 30  | DX Sunray Oil Co.             | Jerry Thompson Tony DeLorenzo                                       | Chevrolet Corvette Roadster  | 470 |
| 28              | TA 2.0   | 32  | RBM Motors                    | Jack Ryan Pete Harrison                                             | Porsche 911                  | 393 |
| 29              | GT       | 44  | American International Racing | Dick Guldstrand Ed Leslie Scooter Patrick Dave Jordan               | Chevrolet Corvette           | 373 |
| 30              | GT       | 35  | Aztec Motor Racing            | George Waltman                                                      | Morgan Plus 4                | 338 |
| Disqualifiziert |          |     |                               |                                                                     |                              |     |
| 31              | GT       | 48  | Doyle Poole                   | Doyle Poole Stott Bruce Morehead                                    | Triumph TR4A                 | 179 |
| Ausgefallen     |          |     |                               |                                                                     |                              |     |
| 32              | GT       | 67  | Port of Entry Motors          | Hugh Kleinpeter Ray Mummery Bruce Hollander                         | Shelby GT350                 | 510 |
| 34              | S        | 18  | Edward Nelson Racing          | Edward Nelson Mike Hailwood                                         | Ford GT40                    | 507 |
| 35              | S        | 9   | J. W. Automotive Eng.         | Paul Hawkins David Hobbs                                            | Ford GT40                    | 430 |
| 36              | P        | 12  | Paul Vestey Racing            | Paul Vestey Roy Pike Paul Ridgway                                   | Ferrari 250LM                | 264 |
| 37              | GT       | 45  | American International Racing | Scooter Patrick Dave Jordan Herb Caplan                             | Chevrolet Corvette           | 262 |
| 38              | TA 2.0   | 25  | Autodelta S.p.a.              | Enrico Pinto Spartaco Dini                                          | Alfa Romeo GTA               | 235 |
| 39              | GT       | 41  | Thomas Harris                 | James Rushin Thomas Harris Chris Waldron                            | MGB                          | 226 |
| 40              | TA 2.0   | 49  | Ike Maxwell                   | Ike Maxwell William Martin                                          | Volvo 122S                   | 188 |
| 41              | P        | 27  | Algar Enterprises             | Carlo Facetti Giancarlo Baghetti Ove Andersson                      | Lancia Fulvia HF             | 180 |
| 42              | TA + 2.0 | 2   | Shelby Racing                 | Allan Moffat Horst Kwech George Follmer                             | Ford Mustang                 | 176 |
| 43              | GT       | 43  | Cannons Auto Service          | Carl Schwenker Ara Dube Dana Kelder                                 | Triumph TR4A                 | 166 |
| 44              | GT       | 57  | Rick Cline                    | Rick Cline Michael Pickering                                        | Triumph GT6                  | 120 |
| 45              | TA + 2.0 | 7   | Billy Hagan                   | Billy Hagan John McVeigh Francis Gillebard                          | Mercury Cougar               | 119 |
| 46              | P        | 11  | Chevron Cars                  | Digby Martland Brian Classic                                        | Chevron B6                   | 118 |
| 47              | GT       | 58  | Rick Cline                    | Fred Andrews Richard Kondracki                                      | Triumph Spitfire             | 106 |
| 48              | P        | 53  | Porsche Works Team            | Gerhard Mitter Rolf Stommelen                                       | Porsche 907 LH 2.2           | 104 |
| 49              | S        | 81  | N.A.R.T.-Harrah Racing        | David Piper Masten Gregory                                          | Ferrari 250LM                | 101 |
| 50              | P        | 55  | Squadra Tartaruga             | Rico Steinemann Dieter Spoerry                                      | Porsche 907 LH               | 100 |
| 51              | GT       | 47  | John Cameron                  | Milo Vega John Witt                                                 | Triumph TR4A                 | 96  |
| 52              | T + 2.0  | 65  | Starr Racing                  | George Wintersteen Malcolm Starr                                    | Ford Mustang                 | 90  |
| 53              | GT       | 17  | Arthur Mollin Racing Ent.     | Arthur Mollin Nick Cone                                             | TVR Mk.IV                    | 86  |
| 54              | T 2.0    | 72  | Davidson Enterprises          | Paul Richards Tony Adamowicz Marvin Davidson                        | Porsche 911T                 | 71  |
| 55              | S        | 8   | J. W. Automotive Eng.         | Jacky Ickx Brian Redman                                             | Ford GT40                    | 58  |
| 56              | GT       | 46  | WROD Radio                    | Steven Payne-Herbert Grant Miller Roger Walton                      | Porsche 356B Carrera 2       | 46  |
| 57              | P        | 80  | N.A.R.T.-Harrah Racing        | Pedro Rodríguez Charlie Kolb                                        | Ferrari Dino 206S            | 45  |
| 58              | GT       | 42  | Coquina Motors                | Rajah Rodgers Richard Robson Bill Buchman                           | Jaguar XKE                   | 43  |
| 59              | S        | 37  | William Wonder Inc.           | William Wonder Ray Cuomo                                            | Ford GT40                    | 42  |
| 60              | TA + 2.0 | 4   | HRH Corp.                     | John Moore Jim Murphy                                               | Chevrolet Camaro             | 34  |
| 61              | P        | 76  | Howmet Corp.                  | Ray Heppenstall Ed Lowther Dick Thompson                            | Howmet TX Continental        | 34  |
| 62              | TA + 2.0 | 5   | Bud Sherk Auto Fair           | Bud Sherk Billy Diehl                                               | Dodge Dart                   | 20  |
| 63              | P        | 26  | Algar Enterprises             | Claudio Maglioli Ove Andersson Giancarlo Baghetti                   | Lancia Fulvia Zagato         | 6   |
| 64              | TA 2.0   | 14  | Bob Holbert's Garages         | Bert Everett Bruce Jennings Bob Bailey                              | Porsche 911S                 | 3   |
| Nicht gestartet |          |     |                               |                                                                     |                              |     |
| 65              | TA + 2.0 | 13  | Samato Ltd. Smokey Yunick     | Bruce McLaren Jim Hall                                              | Chevrolet Camaro             | 1   |
| 66              | S        | 19  | D-K Racing                    | Dale Keenan Dan Torpy James Sutter                                  | Chevrolet Corvette           | 2   |
| 67              | P        | 21  | Autodelta S.p.a.              | Nanni Galli Ignazio Giunti                                          | Alfa Romeo T33/2             | 3   |
| 68              | GT       | 96  | Vince Gimondo                 | John Tremblay Billy Dingman Vince Gimondo                           | Chevrolet Corvette Sting Ray | 4   |
| 69              | P        | 22T | Autodelta S.p.a.              | Mario Casoni                                                        | Alfa Romeo T33/2             | 5   |
| 70              | EXP      | 76T | Howmet Corp.                  | Ray Heppenstall Ed Lowther Dick Thompson                            | Howmet TX Continental        | 6   |

1 vor dem Rennen disqualifiziert
2 nicht gestartet
3 Unfall beim Vortest
4 nicht gestartet
5 Ersatzwagen
6 Turbinenschaden beim Vortest

### Nur in der Meldeliste
Hier finden sich Teams, Fahrer und Fahrzeuge, die ursprünglich für das Rennen gemeldet waren, aber aus den unterschiedlichsten Gründen daran nicht teilnahmen.
| Pos. | Klasse   | Nr. | Team                     | Fahrer                                    | Chassis           |
| ---- | -------- | --- | ------------------------ | ----------------------------------------- | ----------------- |
| 71   | TA + 2.0 | 16  | Roger Penske Racing Ent. | Craig Fisher                              | Chevrolet Camaro  |
| 72   | P        | 50  | Hrubon                   | Johnny Rives Philippe Marchesi            | Hrubon            |
| 73   | P        | 51  | Marcos                   | Jean-Pierre Jabouille Jean-Claude Guenard | Marcos Mini GT    |
| 74   | TA + 2.0 | 60  | Earle Canavan            | Earle Canavan Bill Kane Ray Sitterly      | AMC Javelin       |
| 75   | TA + 2.0 | 75  | Mastandrea Mar Shipping  | Norberto Mastandrea Ralph Noseda          | Chevrolet Camaro  |
| 76   | S        | 82  | N.A.R.T.-Harrah Racing   |                                           | Ferrari 275 GTB/2 |

### Klassensieger
| Klasse   | Fahrer                  | Fahrer           | Fahrer         | Fahrer     | Fahrer        | Fahrzeug           | Platzierung im Gesamtklassement |
| -------- | ----------------------- | ---------------- | -------------- | ---------- | ------------- | ------------------ | ------------------------------- |
| P        | Vic Elford              | Jochen Neerpasch | Rolf Stommelen | Jo Siffert | Hans Herrmann | Porsche 907 LH 2.2 | Gesamtsieg                      |
| S        | John Gunn               | Guillermo Ortega | Fausto Merello |            |               | Ferrari 250LM      | Rang 8                          |
| GT       | Jerry Grant             | Dave Morgan      |                |            |               | Chevrolet Corvette | Rang 10                         |
| TA + 2.0 | Jerry Titus             | Ronnie Bucknum   |                |            |               | Ford Mustang       | Rang 4                          |
| TA 2.0   | Peter Gregg             | Sten Axelsson    |                |            |               | Porsche 911        | Rang 9                          |
| EXP      | kein Teilnehmer im Ziel |                  |                |            |               |                    |                                 |

### Renndaten
- Gemeldet: 76
- Gestartet: 64
- Gewertet: 30
- Rennklassen: 6
- Zuschauer: unbekannt
- Wetter am Renntag: kühl und trocken
- Streckenlänge: 6,132 km
- Fahrzeit des Siegerteams: 24:02:04,000 Stunden
- Gesamtrunden des Siegerteams: 673
- Gesamtdistanz des Siegerteams: 4126,567 km
- Siegerschnitt: 171,695 km/h
- Pole Position: Jacky Ickx – Ford GT40 (#8) – 1:54,910 = 192,096 km/h
- Schnellste Rennrunde: Jacky Ickx – Ford GT40 (#8) – 1:56,860 = 188,890 km/h
- Rennserie: 1. Lauf zur Sportwagen-Weltmeisterschaft 1968